# Митровска скупштина у Крагујевцу (1824)
Митровска скупштина у Крагујевцу је одржана 21. новембра 1824.

## Митровска скупштина у Крагујевцу 1824.
По учвршћењу мешовите српско-турске управе, од 1817. до 1824. године, главни напори Милоша Обреновића били су упућени у правцу да ce, на основу VIII тачке Букурешког уговора о миру (1813), добију за Србију оне привилегије које су joj тим уговором биле зајамчене. Управа у земљи била је онаква како је заснована на усменом споразуму између Милоша и Марашлије; депутације су одлазиле у Цариград и цела Милошева акција свела се само на рад са руским послаником у Цариграду, бароном Строгановом који је у току тога времена, у име своје владе, водио акцију за испуњење појединих одредаба тога уговора. Рад тадашњих скупштина сводио се само на разрезивање пореза, и само по изузетку и потреби кнез Милош је позивао поједине старешине да потписују акта која су му за то време била потребна.
Међутим, мешовита cрпско-турска управа није се много свиђала народу, иако је она постепено све више прелазила у народне руке. Било је незадовољства и буна, које је Милош угушивао на прек начин. Милошева управа била је строга, судски и административни апарат био је рђав, намети на народ били су велики. Ради тога је Милош, на скупштини од 21. новембра 1824. године у Крагујевцу, која је била редовна и свршавала само свој редовни посао, објавио на свечан начин да ће Народни суд бити реформисан на начин да постане поуздано прибежиште правде и истине и центар народне администрације. Том приликом Милош је пред скупштином држао „слово“ — једну беседу која је сачувана у целости, у којој је изнео како замишља да треба извести обећане реформе.
„Благородгаа господо, собрани кнезови и кметови!“ — казао је у своме слову кнез Милош, „Познати су вам досадашњи труди моји, позната су вам и дјела моја, и на коим основанијама ова положена су, и докле смо помоћу Божјом, и вашом, и покорносћу предоброг народа нашег, дјела општенародна већ довели, да се околна царства чуде, коим смо начином, у варварству пређашњем, произвели у ова бурна времена послушност к нашем началству, и сваки други поредак у предјел наш увели и очистили га од сваког рода зли људи.
„Ви сте доиста мени у свему, колико су силе ваше душевне и тјелесне снажне биле, без затезања помагали. Увјерен сам да ми и у будуће с ваше стране ово одрећи нећете. При том надам се да ћете ми дати за право ако кажем, да сам и ја при свем усиљавању вашем помоћи ми, више труда и брига подносио, него сви ви. Јер кром внутрени дјела, и то од најмање до највеће ствари, лежала су и друга, много важнија, на плећима моим, која сва, трудио сам се носити, и благодарение свевишњему Богу, до данас срећно упућена бивала, и на ползу нашег народа упућивана била су.
„Може бити, господо моја! да су многи неразумевајући досадашња a и данашња обстојателства времена, ово све приписивали славољубију и самовластију моему, то јест: да ја желим сву власт и све у рукама моим имати, кое далеко од помишљенија мои буди: узрок је овому био: што ја, слушајући гдје се чита у историјама наши праотаца и прочи народа, да је ретко, или никад, могло на добро изаћи, кад је народ какав из свои развалина дизати се почео и врховну власт над собом на више лица дао и подјелио. Све је онда ишло полагано, преко врата a највише народ се онаи повратио у свое развалине, из кои је био почео дизатисе. Ово вам довољно сведочи деоба нашег бившег царства, кое је Силни Цар Стефан Душан на свое велможе и воиводе подјелио, кое наши људи и данас у пјесмама пјевају.
„Све ово што мало пређе напомену, имам ја непрестано пред очима моим, и трудим се из наведени узрока, a не из жеље самовластиа, све у цјелости садржати. Видећи пак сад, да је досадашњим поведением моим, и вашим послушанием, господо моја, довољно добар поредак међу народ наш уведен, кои желећи ја и у напредак одржати, доходим ја открити вам мое право најереније и узрок, из кога сам вас позвао на данашње собрание, и кои се у овоме састои:
„Уморно тјело мое и ум, млогим, како сам више напоменуо, трудовима, траже себи олакшања и одмора. Ви им, господо моја, ову жертву можете принети, и то јединствено избранием из средине ваше шест најизбранији лица. На ови шест лица, додајући им два добра секретара, рад сам ја возложити старание и попечение свију внутрених дела отечества нашег, а за мене чрезвичајна и страна дјела задржати..."
Кнез Милош је, дакле, намеравао, да оснује неку врсту Државног савета, a за његове чланове био је означио кнеза Василија Поповића, кнеза Милосава Здравковића, кнеза Милету Радојковића, кнеза Ранка Мајсторовчића и кнеза Николу Станковића.
Ова изјава Кнеза Милоша изазвала је велико задовољство чланова скупштине.